# Кантагало (Италия)
Кантага̀ло (на италиански: Cantagallo) е малко градче и община в Централна Италия, провинция Прато, регион Тоскана. Разположено е на 423 m надморска височина. Населението на общината е 3136 души (към 2018 г.).